# Rheinisches Oberland
Das Rheinische Oberland ist, vereinfacht definiert, der höher gelegene Teil der Rheinlande am Mittelrhein, der, historisch gesehen, von den Rheinfranken im linksrheinischen Mittelgebirge und einem eher schmalen Saum rechts des Rheins besiedelt war. Zentrales Gebiet ist der Hunsrück und seine angrenzenden Gebiete bis über die Nahe und die Saar. Sein Gegenstück ist der weniger gebräuchliche Begriff des Rheinischen Niederlandes.

## Köln als Blickpunkt

### Kirchliche Einteilung
Der Begriff wird auch weiterhin eher bei historischen kirchlichen Zusammenhängen gebraucht, die wohl mit der Einteilung des Erzbistums Köln in einen niederländischen und einen oberländischen Bezirk zusammenhängen.

### Schiffstypen
Die Rheingrenze lag in Köln, am Niederländer- und Oberländer Ufer. Hier mussten im Mittelalter und der frühen Neuzeit die auf Schiffen transportierten Waren umgeladen werden, da der behäbige Schiffstyp der Niederländer Aaken für die Gebirgsstrecke nicht mehr geeignet war. Hier kamen die flacheren und kleineren nach dem von Köln aus gesehen Rheinischen Oberland benannten Oberländer, die getreidelt werden konnten, zum Einsatz. Die damalige Situation am Kölner Rheinufer ist detailliert dargestellt in der Kölner Stadtansicht von 1531 des Anton Woensam.

### Oberländer Brot
Eine Kölner Brotspezialität, das Oberländer Brot, ein Roggen-Mischbrot mit Sauerteiganteil, ist ebenfalls nach dem Rheinischen Oberland benannt. Hier waren die Anbaubedingungen für Weizen nicht optimal, deshalb wurde ein großer Roggenanteil für das tägliche Brot genutzt. Dabei erhielt es eine kräftige Kruste, die in Verbindung mit der feinporigeren Struktur des Brotes für eine längere Frischhaltezeit sorgte und so damals ohne Qualitätsverlust nach Köln verschifft werden konnte. Das Brot wurde zu einer Kölner Spezialität, als der Rat bei einem Bäckerstreik 1829 Brot aus Bäckereien des Oberlandes, Koblenz, Andernach und Neuwied, importierte, das den Kölnern so gut schmeckte, dass es hier und auch im weiteren Umland bald nachgebacken wurde.